# 無限大 (アルバム)
『無限大』（むげんだい）は、19の2枚目のスタジオ・アルバム。2000年7月26日にビクターエンタテインメントから発売された。

## 概要
本作は『音楽』から1年ぶりで、19のアルバムの中で唯一、オリコン1位を獲得したアルバム。326がメンバーから脱退したため「すべてへ」以外は全てメンバー2人が作詞・作曲。13〜18の無音トラックの後、ボーナス・トラックとして19曲目に「ベーゴマ」が収録された。ブックレット写真は、国立競技場の外にあるフェンス前で撮影された。

## 収録曲
作詞：岡平健治（1,3,5,6,9,10,12,19）イワセケイゴ（2,4,8,11）326（7）
作曲：岡平健治（1,3,5,6,7,9,10,12,19）イワセケイゴ（2,4,8,11）
編曲：岡平健治（12）岡平健治/茂村泰彦（1,3,6）岡平健治/千葉貴俊（5,9）岡平健治/イワセケイゴ（10）イワセケイゴ/五十嵐“IGAO”淳一（4）イワセケイゴ/茂村泰彦（2,11）茂村泰彦（7）朝三“sammy”憲一（8）表記無し（19）
1. 『果てのない道』
4thシングル。
ロッテ「フラッテ」のCM曲。
2. 今、つかれた今
3. 大自然
『19 〜すべての人へ』にも収録される。
ロッテ「スイカバー」のCM曲。
4. 僕の歌とあなたの歌
5. スマイル
6. 熊じいちゃん
岡平が亡くなった祖父に対する想いを歌った曲。
7. すべてへ
8. キネマ
ロッテ「ペピーノ」CMソング。
9. 陸王
10. 以心伝心
遠距離恋愛について書かれた曲。
解散後のアンケートで2位を記録している。
11. 硬まれ、コンクリート
『果てのない道』のカップリング。
12. 「伝えたい音」
13. 無音
14. 無音
15. 無音
16. 無音
17. 無音
18. 無音
19. ベーゴマ（ボーナス・トラック）